# Njurundabommen
Njurundabommen is een plaats in de gemeente Sundsvall in het landschap Medelpad en de provincie Västernorrlands län in Zweden. De plaats heeft 1959 inwoners (2005) en een oppervlakte van 218 hectare. De plaats ligt aan de rivier de Ljungan en de Europese weg 4 loopt door de plaats.